# Staßfurt
Staßfurt é uma cidade da Alemanha localizada no distrito de Salzlandkreis, estado de Saxônia-Anhalt.
Staßfurt é membro e sede do Verwaltungsgemeinschaft de Staßfurt.

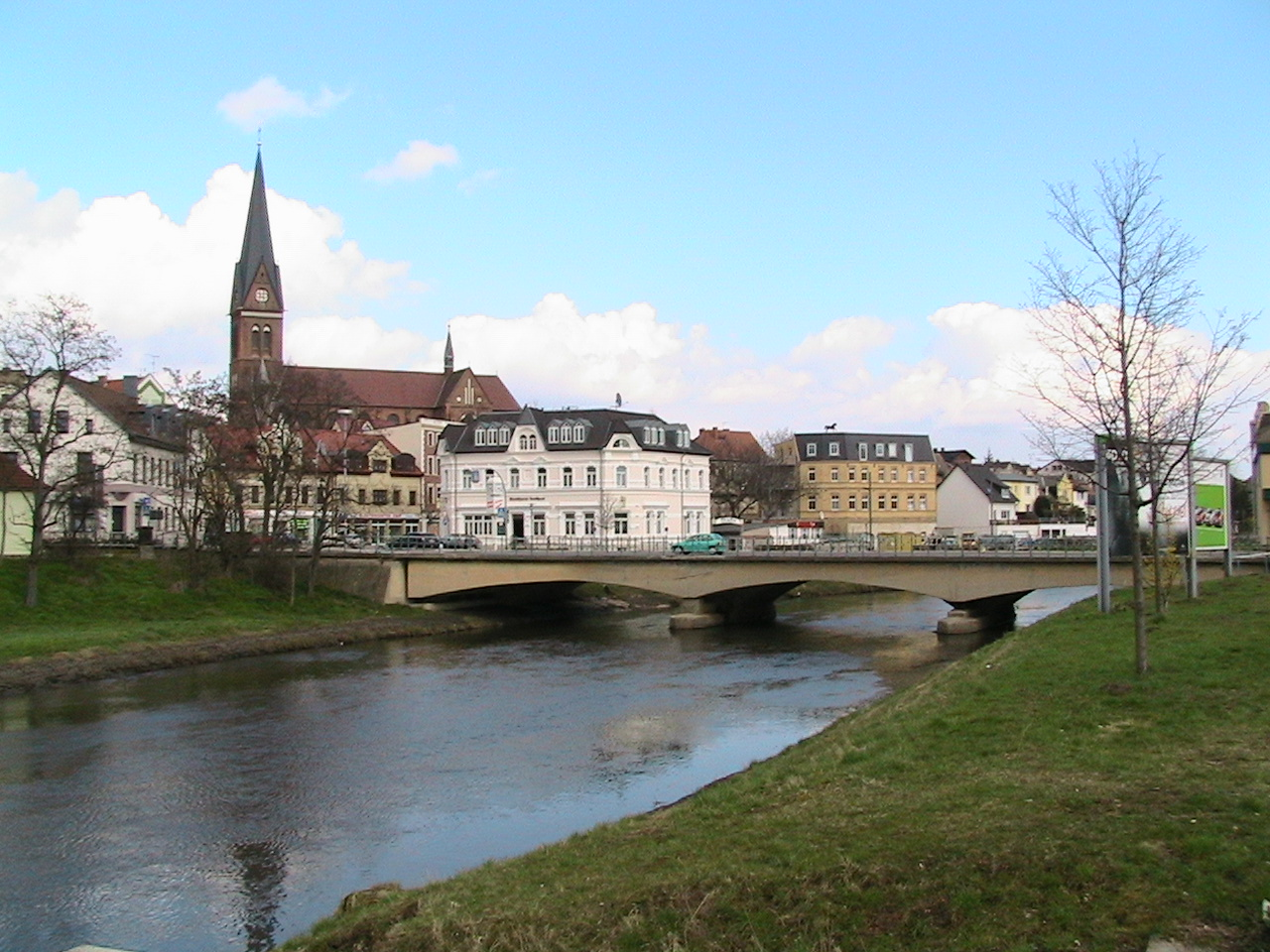
Vista da Bodebrücke (ponte)